# Zandvang
Een zandvang is een voorziening die ervoor zorg draagt dat zand in een stromende waterloop gecontroleerd neerslaat, zodat het periodiek kan worden afgevoerd, teneinde blokkering van de stroom -en de bijbehorende wateroverlast- te voorkomen.
Er zijn twee methoden:
- Een plaatselijke verbreding van de stroom tot een soort kunstmatige vijver. Hier neemt de stroomsnelheid af en het zand slaat neer op de bodem.
- Een betonnen bak met een rooster waar de stroom overheengeleid wordt. Het zand slaat neer in de bak en wordt zo niet verder meegevoerd.

## Riolering
Zandvangen (meestal afscheiders genoemd) worden ook gebruikt in rioleringen. Met name daar waar de kans bestaat dat veel zand met het hemelwater via straatkolken daarin terechtkomt.